# 清河城镇
清河城镇，是中华人民共和国辽宁省本溪市本溪满族自治县下辖的一个乡镇级行政单位。 区域面积332.81平方千米。

## 行政区划
清河城镇下辖以下地区：
清河城村、东阳村、望城村、城西村、台后村、万利村和马家沟村。